# دانيال ريفرز
دانيال ريفرز (بالإنجليزية: Daniel Rivers) هو لاعب رماية بريطاني، ولد في 12 يونيو 1991 في أكسفورد في المملكة المتحدة.

## روابط خارجية
- دانيال ريفرز على موقع الاتحاد الدولي (الإنجليزية)
- دانيال ريفرز على موقع اتحاد ألعاب الكومنولث (مؤرشف) (الإنجليزية)